# Osiedle Tadeusza Bairda
Osiedle Tadeusza Bairda (dawniej Osiedle Jaśminowa) – osiedle w Grodzisku Mazowieckim.
Osiedle Tadeusza Bairda znajduje się we wschodniej części Grodziska Mazowieckiego, składa się z bloków mieszkalnych z wielkiej płyty powstałych w latach 80 XX wieku oraz murowanych budynków wielorodzinnych wybudowanych po roku 1989. Osiedle, podobnie jak Osiedle Mikołaja Kopernika czy Osiedle XX-lecia jest administrowane rzez Grodziską Spółdzielnię Mieszkaniową. 
Głównymi ulicami na terenie osiedla są ulice Tadeusza Bairda, Leonida Teligi oraz 3-go Maja. 
Na terenie osiedla znajdują się liczne sklepy i pawilony handlowe. Do ważniejszych instytucji oraz obiektów na terenie Osiedla Tadeusza Bairda należą: Zespół Szkolno-Przedszkolny nr 2 (dawniej też Gimnazjum nr 2), Grodziska Hala Sportowa, Pawilon Kultury, Kościół parafii Miłosierdzia Bożego oraz skwery parkowe Górka Teligi i otwarty w 2019 roku Ogródek Seniora.

## Galeria

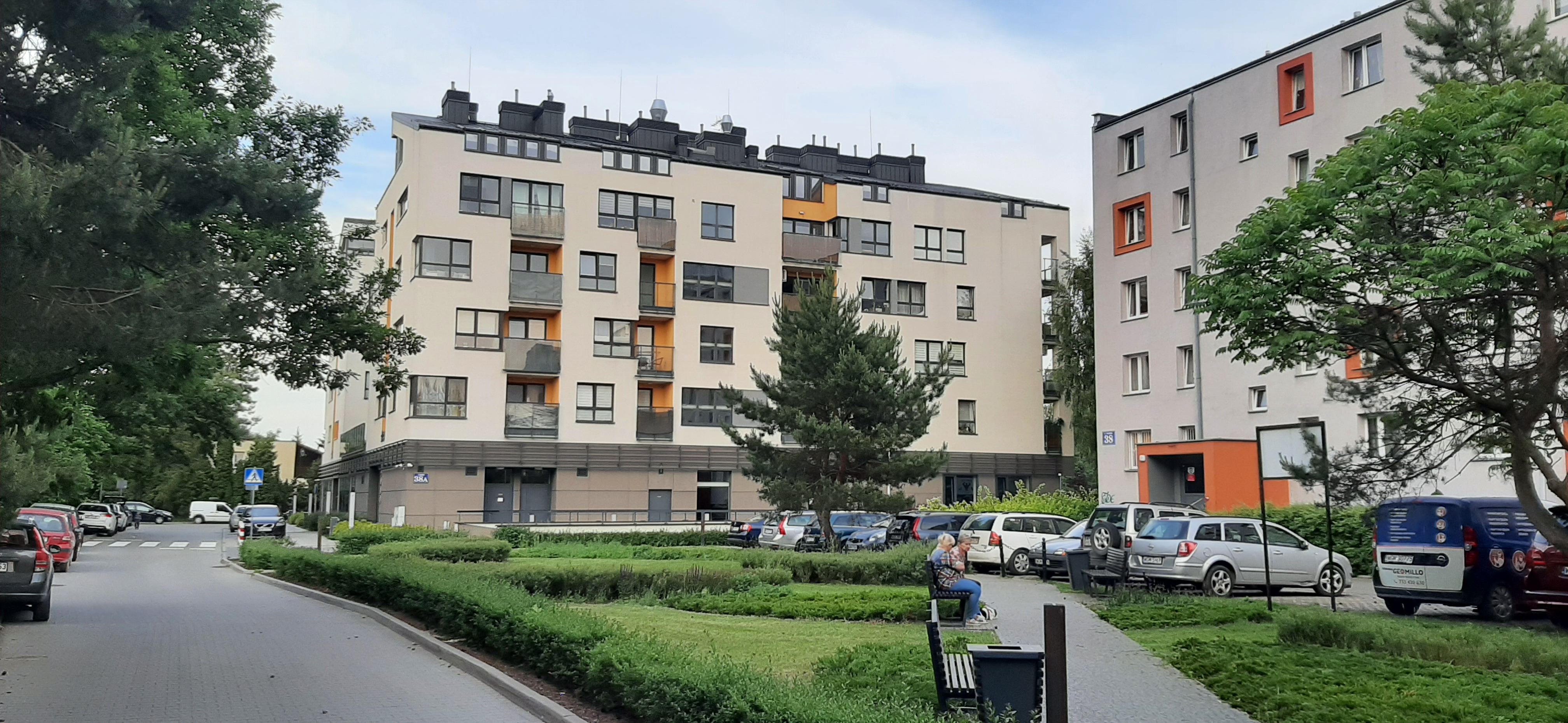
Budynek przy ulicy Tadeusza Bairda 38A
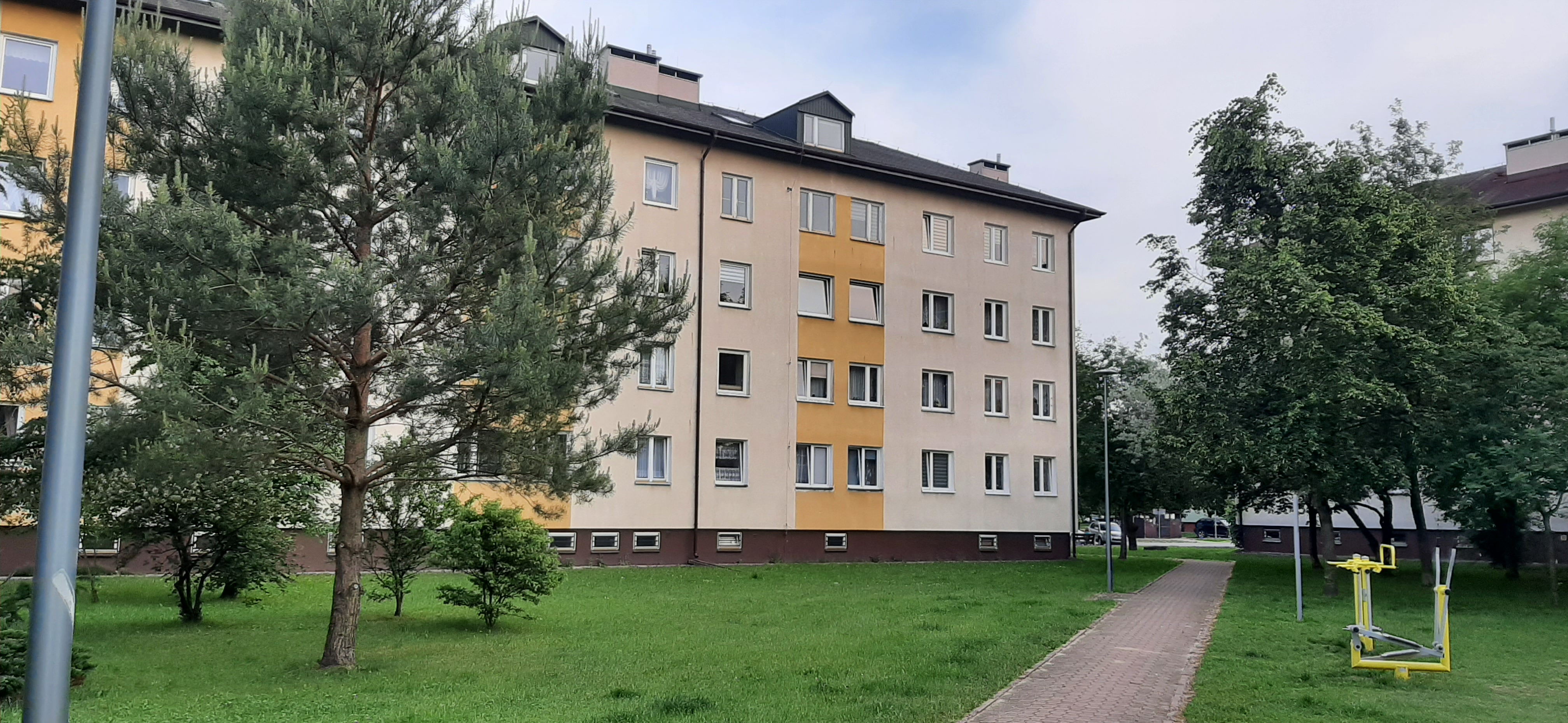
Bloki mieszkalne na osiedlu
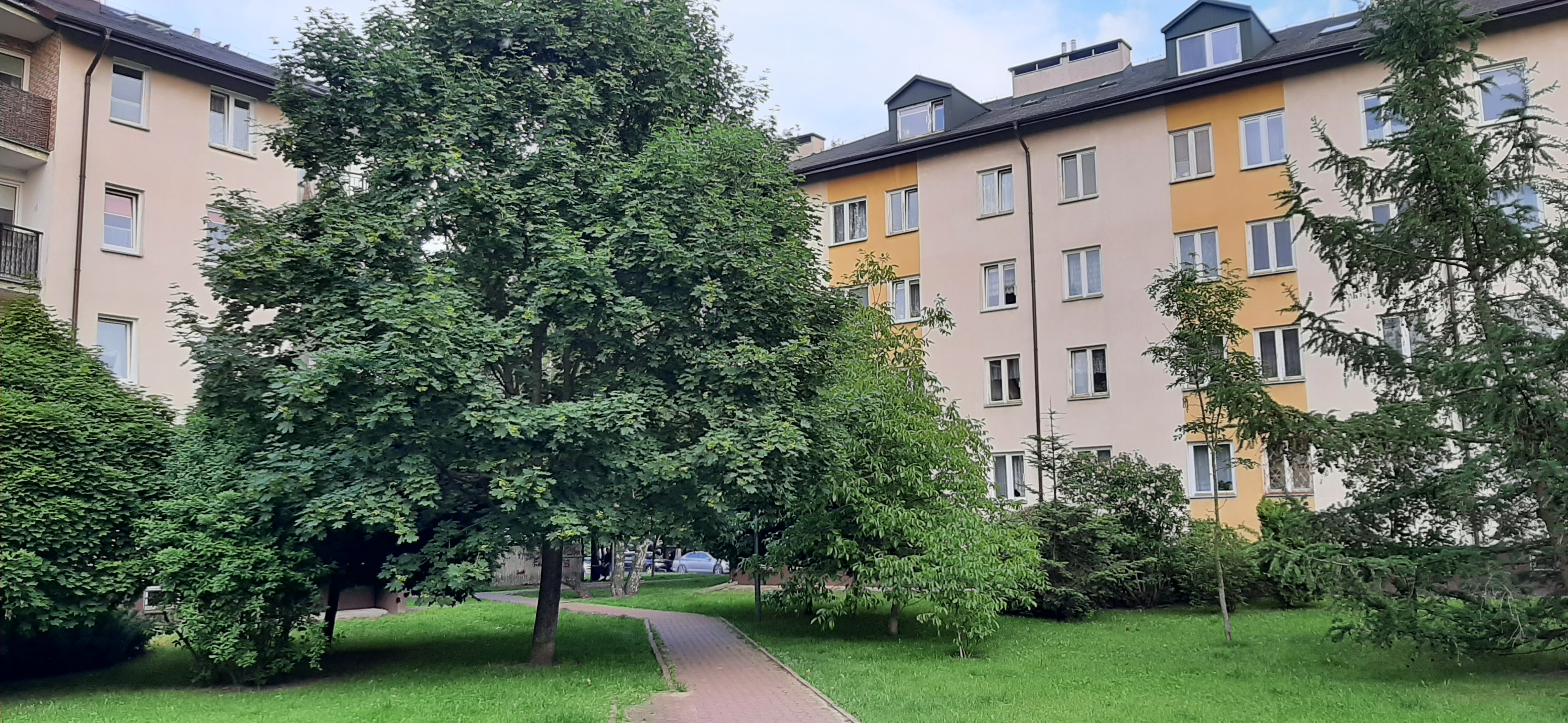
Bloki mieszkalne na osiedlu
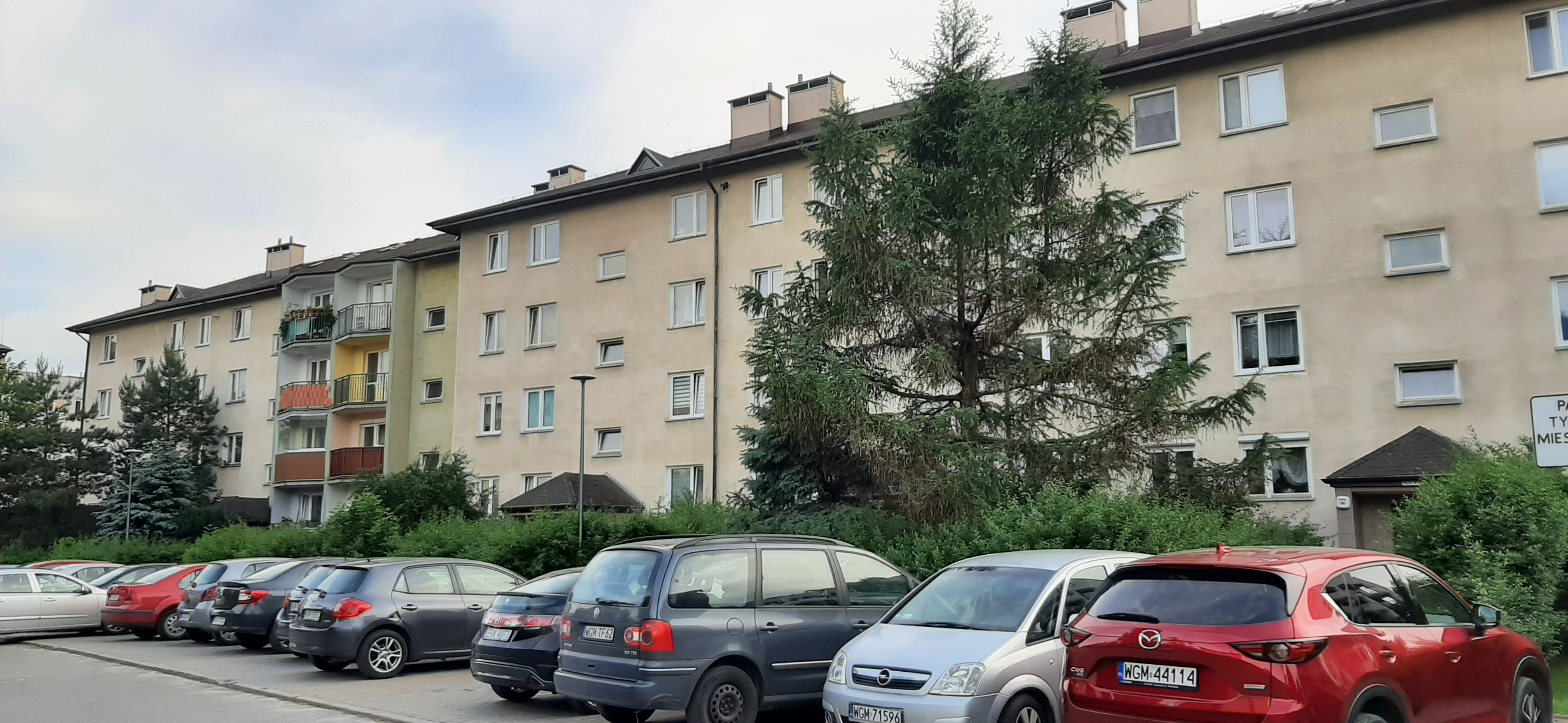
Budynek przy ulicy Tadeusza Bairda 24
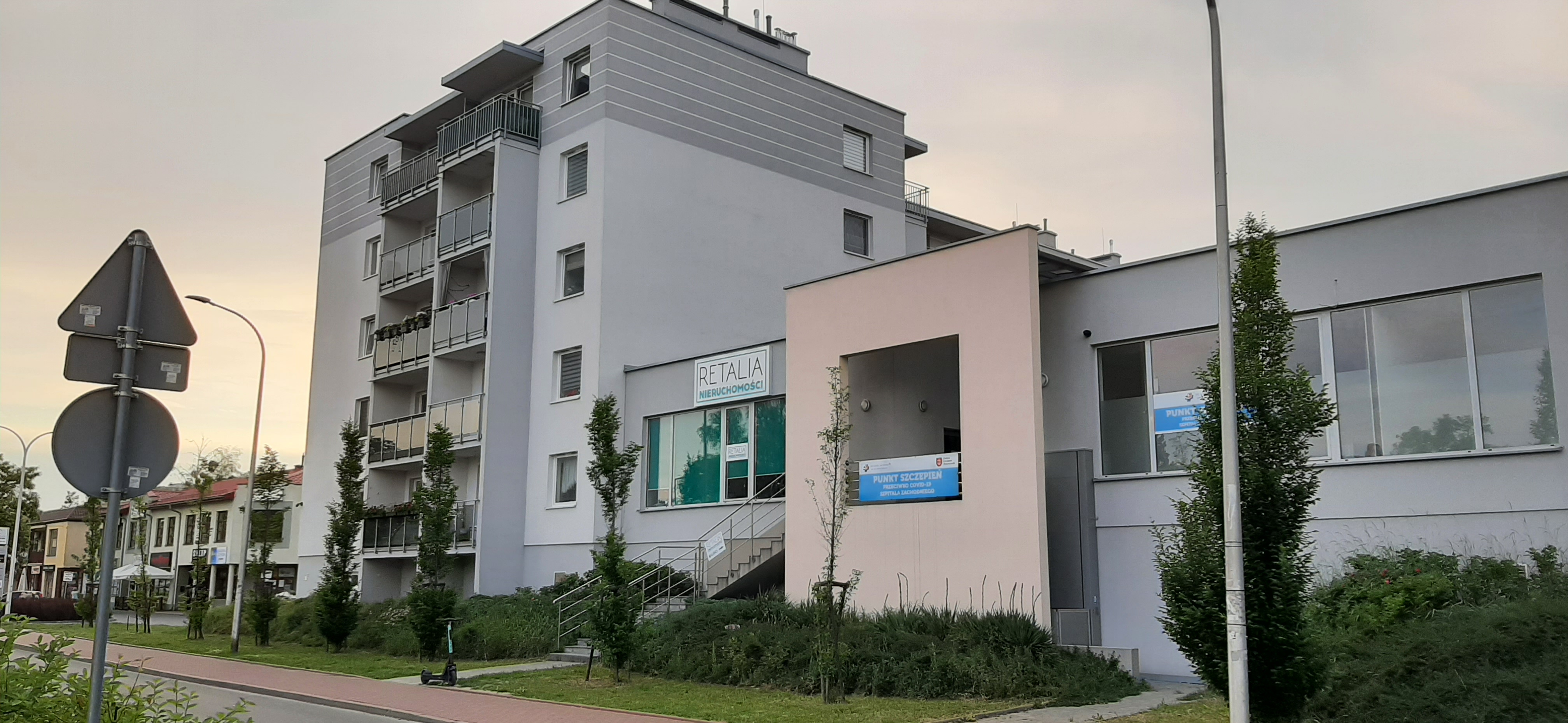
Budynek przy ulicy Tadeusza Bairda 40A
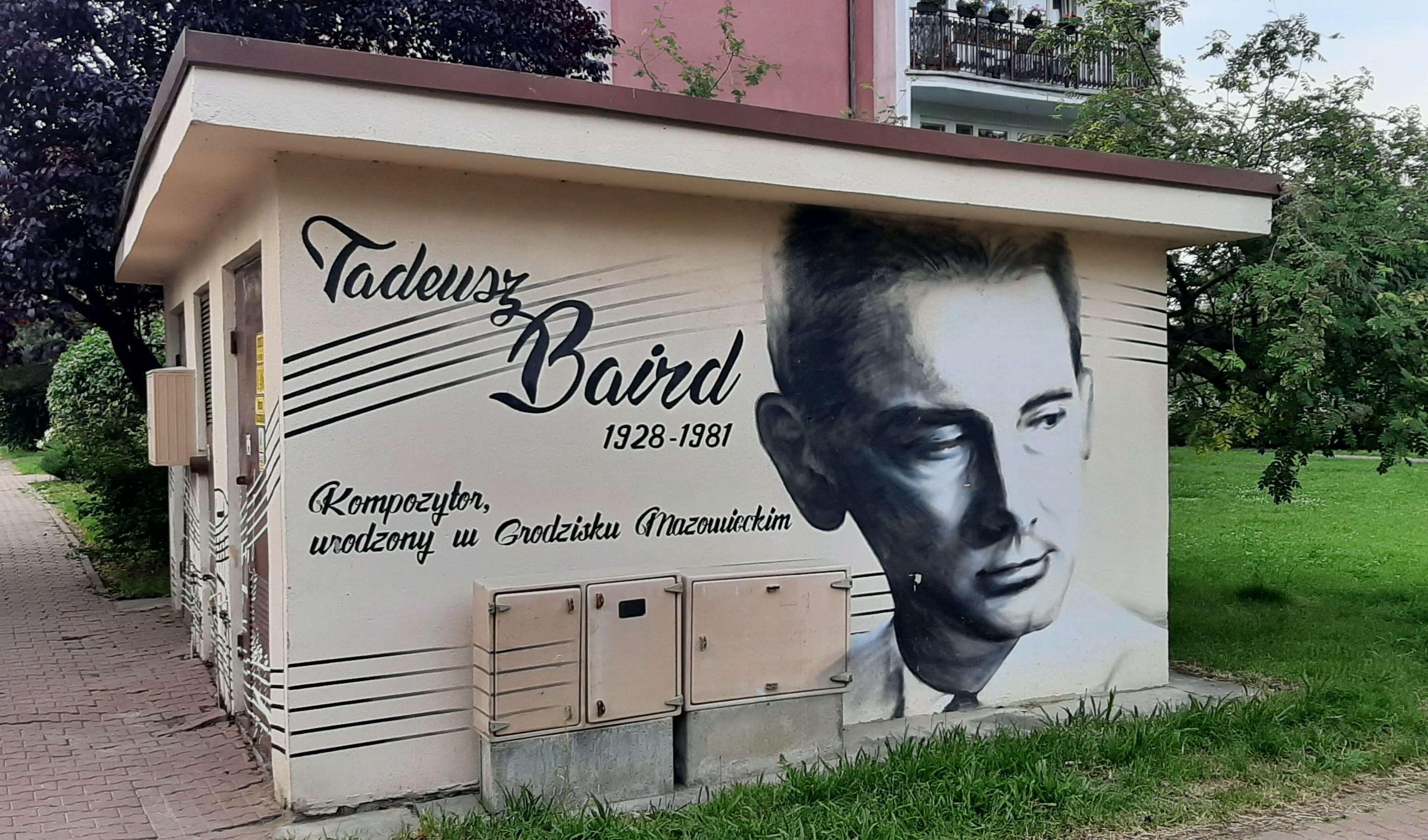
Mural upamiętniający Tadeusza Bairda
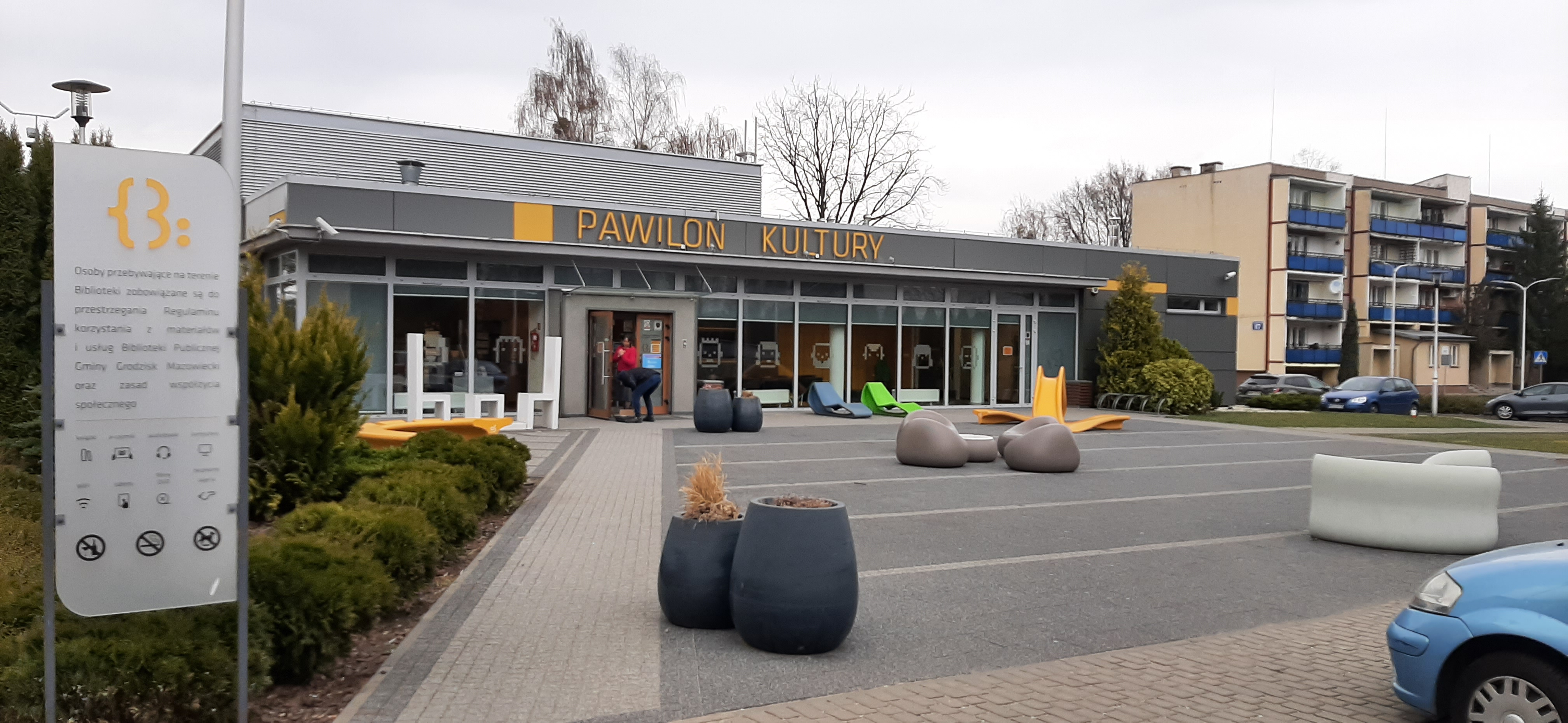
Pawilon Kultury
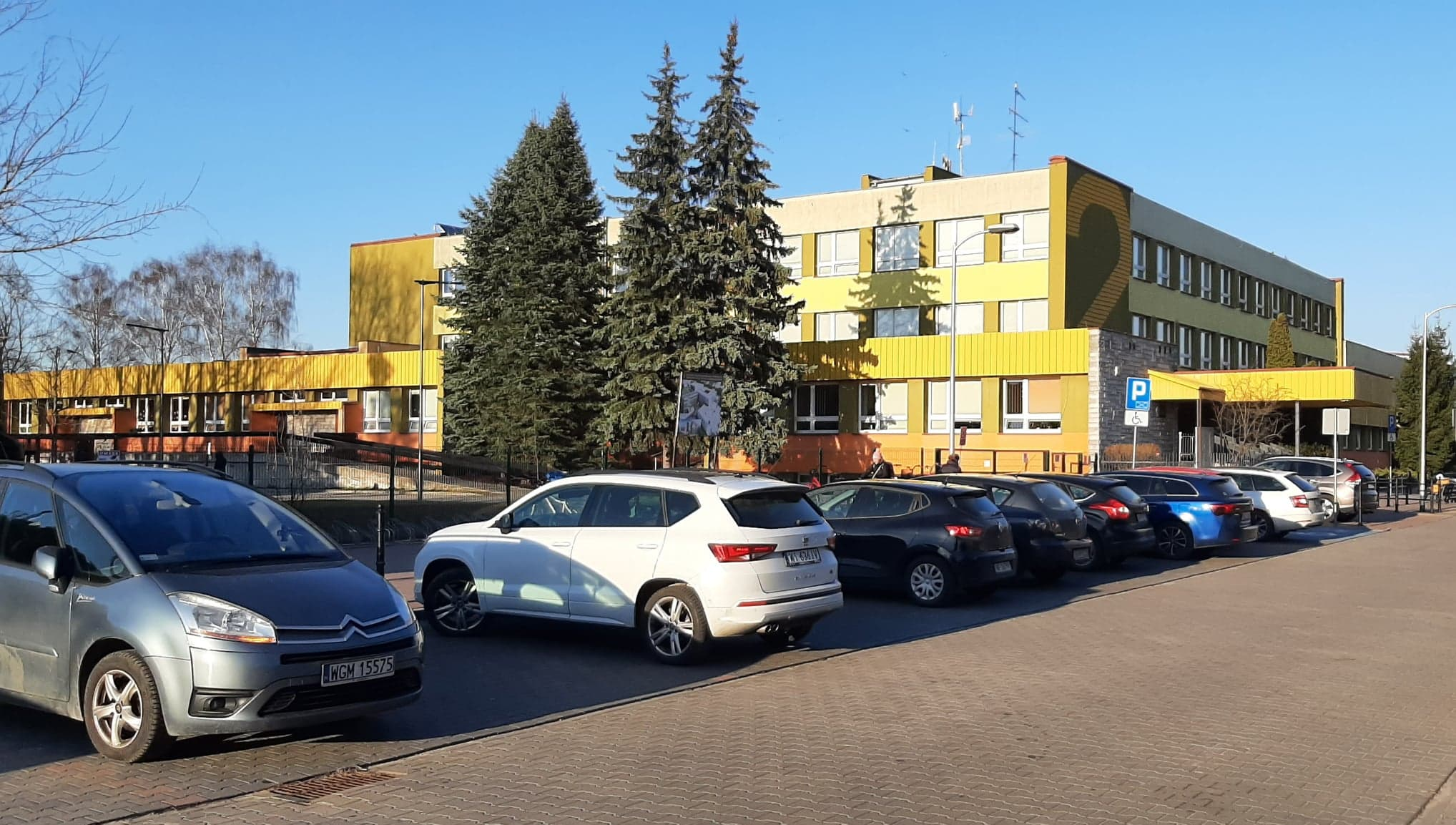
Zespół Szkolno-Przedszkolny nr 2
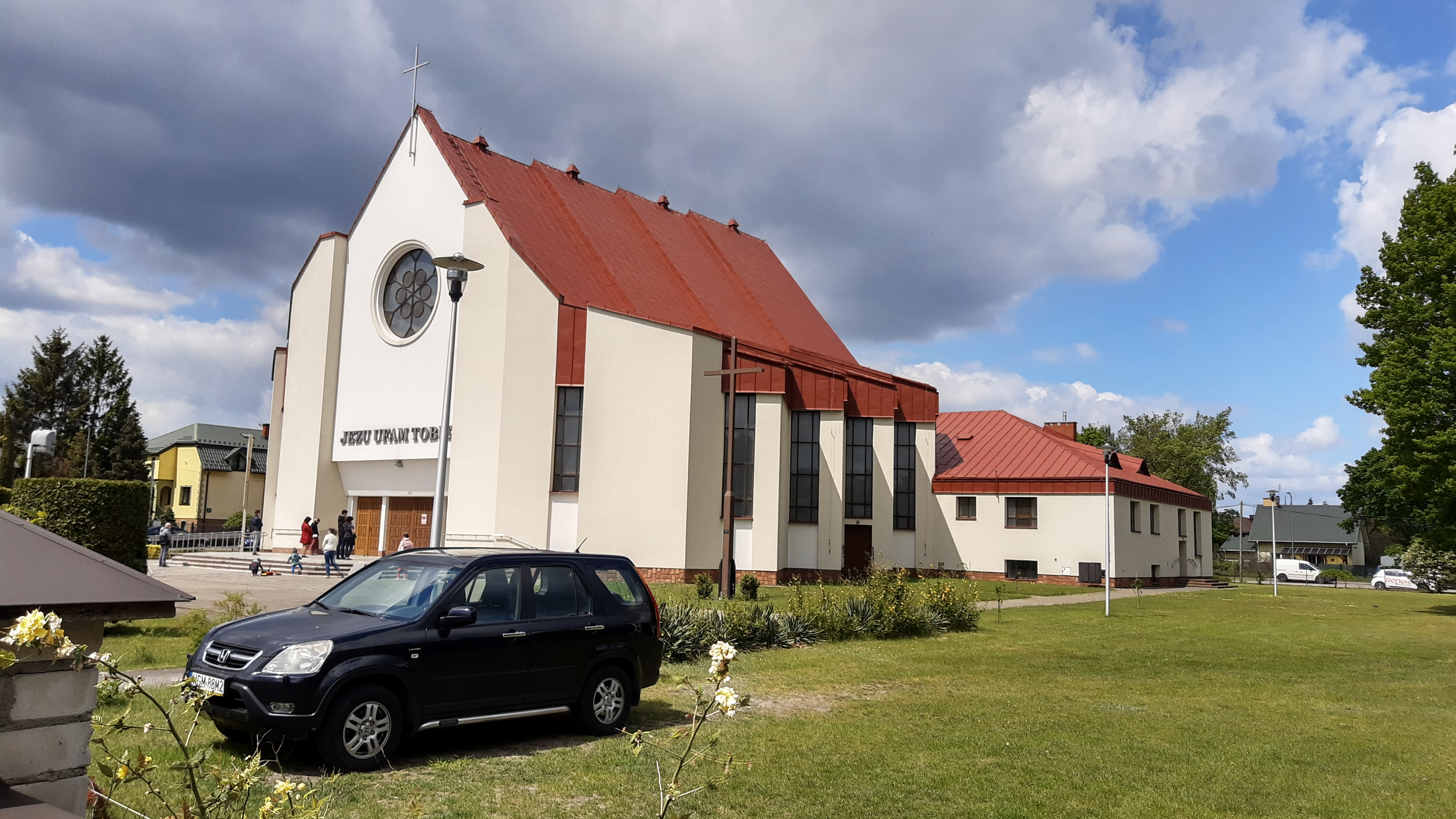
Kościół Parafii Miłosierdzia Bożego